# سقوط آزاد (ترانه تام پتی)
«سقوط آزاد» (به انگلیسی: 'Free Fallin) ترانه‌ای از تام پتی است. این قطعه، آهنگ آغازین اولین آلبوم شخصی پِتی با نام هیجان ماه کامل است که در سال ۱۹۸۹ منتشر شد. «سقوط آزاد» که یکی از محبوب‌ترین ترانه‌های تام پِتی است در زمان انشارش در ایالات متحده برای ۷ ماه متوالی در جدول ۱۰۰ آهنگ داغ بیلبورد حضور داشت و صدرنشین آن جدول هم شد.
مشاهدات تام پِتی در مسیری که هر روز از خانه‌اش در بورلی هیلز تا استودیویی در دره سن فرناندو و بالعکس رانندگی می‌کرد الهام‌بخش او برای نوشتن «سقوط آزاد» بوده‌است. برخلاف دیگر ترانه‌های او مثل «دختر آمریکایی» و «مِری جین»، دختر حاضر در ترانهٔ «سقوط آزاد» اشاره به شخص خاصی ندارد و به گفتهٔ پِتی ممکن است هر کدام از آدم‌هایی باشد که در بلوار ونچرا آن‌ها را دیده‌است.